# Шолохов Михайло Олександрович
Михайло Шолохов (рос. Михаил Александрович Шолохов; 11 (24) травня 1905, хутір Кружилін, станиця Вешенська, Донецький округ, Область Війська Донського, Російська імперія — 2 лютого 1984, станиця Вешенська, Ростовська область, РРФСР) — російський письменник, лауреат Нобелівської премії з літератури 1965 року. Уродженець Донщини. Найвідомішими його творами є романи «Тихий Дон», «Піднята цілина» та «Вони воювали за Батьківщину» та оповідання «Доля людини». Член ЦК КПРС у 1961—1984 роках. Депутат Верховної Ради СРСР 1—10-го скликань.

## Походження
Мати Михайла Шолохова — Анастасія Данилівна (1871—1942). Її матір звали Акуліною, а батько, Данило Олександрович Черніков (Черняк) (?—1880), був українцем родом з Чернігівщини. Предки її були панщинними селянами на Чернігівщині. Володар селян — російський поміщик Попов, на початку ХІХ століття перевів частину своїх кріпаків з Сіверщини на Дон, у маєток Ясенівку (поблизу хутора Кружилина). Тут українські селяни жили укупі, як і в Україні, зберігаючи на Донщині свій національний уклад. Анастасія, рано залишившись сиротою, пішла в найми до панського маєтку покоївкою. Поміщиця Попова силоміць віддала її заміж за сина козачого отамана Кузнєцова. Але Анастасія кохала іншого — гуртівника (або «шибая» по-місцевому), уродженця Рязанської губернії Олександра Шолохова. Шолохов вкрав Анастасію, і вони жили разом на хуторі Кружилині, де в них і народився син Михайло. Бувши позашлюбною дитиною, Михайло до 7 років мав прізвище свого офіційного батька — Кузнєцов, і тільки по смерті останнього 1912 року, Олександр і Анастасія повінчалися, а їхній син став з Кузнєцова Шолоховим.
Зростаючи на хуторі Кружилині, неподалік від Ясенівки, Михайло Шолохов з малих літ знаходився в переважно українському середовищі. Ставши дорослим, він згадував, як у дитинстві постійно чув від матері казки й пісні українською мовою. У 1954 році, виступаючи на III-му з'їзді письменників України, Шолохов сказав: «Моя мати з дитинства прищепила мені любов до українського народу, до українського мистецтва, до української пісні — однієї з наймилозвучніших у світі».

## Життєпис
Народився 11(24) травня 1905 року на хуторі Кружилині Донецького округу Області війська Донського (зараз Шолоховський район Ростовської області Росії).
Навчався в церковно-приходській школі, згодом у гімназії, де через початок революції і громадянської війни обірвав навчання на четвертому класі. Шолохов служив у станичному ревкомі, добровольцем вступив до продовольчого загону.
В кінці 1922 року приїхав до Москви, де мав намір продовжити навчання. Тут познайомився з письменниками групи «Молода гвардія». Одночасно підпрацьовував. 1923 року в газеті «Юношеская правда» було надруковано перший фейлетон «Испытание», наступного року світ побачило його перше оповідання «Родимка» (рос. «Родинка»).
1925 року відбулася зустріч із  О. Серафимовичем, що «сказав схвалення і визнання». Згодом М. Шолохов вважав О. Серафимовича одним із перших своїх учителів. В газетах і журналах того часу з'являються оповідання Шолохова, пізніше об'єднані в збірки «Донські повісті» та «Вогневий степ». В кінці 1926 почав нібито писати роман «Тихий Дон», першу книгу якого було опубліковано на початку 1928. Вона одразу здобула визнання і позитивні відгуки Максима Горького та Олександра Серафимовча. 1929 року вийшла друга книга «Тихого Дону».
Шолохов мав тісні відносини з головою СРСР Йосипом Сталіним. У 1933 Шолохов неодноразово надсилав Сталіну листи, де скаржився на зловживання донського крайового керівництва, яке встановило такий план зерноздачі, який, по суті, означав голодну смерть для тамтешніх російських селян.
Під час Другої світової війни М. Шолохов був військовим кореспондентом газет «Правда» та «Красная звезда», нібито часто виїжджав на фронт. В післявоєнні роки віддавав багато часту громадській діяльності, зокрема брав участь у роботі Всесвітнього конгресу діячів науки та культури на захист миру. 1965 року Шолохову було присуджено Нобелівську премію з літератури за роман «Тихий Дін». Наступного року на XXIII з'їзді КПРС він виступив як громадський "викривач" діяльності письменників Синявського і Даніеля, процес над якими завершився місяць до того.
1984 року помер у рідній станиці Вєшенській.

## Переклади українською
Наступні твори Шолохова перекладено українською:
- Смертельний ворог. X., 1930;
- Червоточина. — Чужа кров. X. —К., 1931;
- Михайло Шолохов. Слово про Батьківщину. Переклад з російської: ? Київ: Держлітвидав України, 1950. 38 с
- Михайло Шолохов. Двозаміжня. Переклад з російської: ?. Київ: ?, 1958; ? с.
- Михайло Шолохов. Доля людини. Переклад з російської: І. П. Майстренко; худож.: І.М. Селеванов. Київ: Держлітвидав. 1958. 36 стор.
- Михайло Шолохов. Доля людини. Переклад з російської: ?. Київ: Дніпро, 1968. 96 с.
- Михайло Шолохов. Оповідання. Переклад з російської: Степан Ковганюк. Київ: Дніпро, 1980. 223 с.

Піднята цілина
- Михайло Шолохов (?). Піднята цілина: кн. 1. Переклад з російської: Сергій Пилипенко. ? стор. ?[9]
- Михайло Шолохов (1934). Піднята цілина: кн. 1. Переклад з російської: Євген Касяненко. Київ: ЛіМ. 378 стор. (1-е вид.)
  - (перевидання) Михайло Шолохов (1935). Піднята цілина: кн. 1. Переклад з російської: Євген Касяненко. Харків-Київ: Держлітвидав. 456 стор. (2-е вид., випр)
- Михайло Шолохов (1935). Піднята цілина: кн. 1. Переклад з російської: Степан Ковганюк . Харків; Одеса: Дитвидав. 240 стор. (1-е вид.)
  - (передрук) Михайло Шолохов (1954). Піднята цілина: кн. 1. Переклад з російської: ?; малюнки: Ататолій Базилевич. Київ: Держлітвидав. 316 с.
  - (передрук) Михайло Шолохов (1961). Піднята цілина: Кн.1-2. Переклад з російської: Степан Ковганюк. Київ: Держлітвидав. 568 с.
  - (передрук) Михайло Шолохов (1973). Піднята цілина: Кн.1-2. Переклад з російської: Степан Ковганюк. Київ: Дніпро. 612 стор.
  - (передрук) Михайло Шолохов (1985). Піднята цілина: Кн.1-2. Переклад з російської: Степан Ковганюк; передмова: Павло Загребельний. Київ: Дніпро. 598 стор.

Тихий Дон
- Михайло Шолохов. Тихий Дін, кн. 1—4. Київ-Харків: ЛіМ; Київ: Держлітвидав, 1931—1941;
  - Тихий Дін. Кн.1 : роман. Переклад з російської: Семен Кац. Харків-Київ: ЛіМ. 1931. 308с.
    - (перевидання) Тихий Дін. Кн.1 : роман. Переклад з російської: Семен Кац. Харків-Київ: ЛіМ. 1932. 268с.
    - (перевидання) Тихий Дон. Кн.1 : роман. Переклад з російської: Семен Кац. Київ: Держлітвидав. 1935. 454. с.

  - Тихий Дін. Кн.2 : роман. Переклад з російської: Семен Кац. Харків-Київ: ЛіМ. 1931. 314с.
    - (перевидання) Тихий Дін. Кн.2 : роман. Переклад з російської: Семен Кац. Харків-Київ: ЛіМ. 1932. 268с.
    - (перевидання) Тихий Дон. Кн.2 : роман. Переклад з російської: Семен Кац. Київ: Держлітвидав. 1935. 414. с.

  - Тихий Дін. Кн.3 : роман. Переклад з російської: Євген Плужник. Харків: ЛіМ. 1934. 442 с.
    - (перевидання) Тихий Дон. Кн.3 : роман. Переклад з російської: Євген Плужник. Київ: Держлітвидав. 1935. 454 с.

  - Тихий Дон. Кн.4 : роман. Переклад з російської: Степан Ковганюк. Київ: Держлітвидав. 1941. 371 с.

- Михайло Шолохов. Тихий Дон: кн. 1—4; Переклад з російської: Степан Ковганюк. Київ: Держлітвидав, 1955 (виправлене видання)
  - Тихий Дон: Кн. 1 і 2. Переклад з російської: Степан Ковганюк. Київ: Держлітвидав. 1955. ? с.
  - Тихий Дон: Кн. 3 і 4. Переклад з російської: Степан Ковганюк. Київ: Держлітвидав. 1955. ? с.

- Михайло Шолохов. Тихий Дон: кн. 1—4; Переклад з російської: Степан Ковганюк. Київ: Держлітвидав, 1961
  - Тихий Дон: Кн. 1 і 2. Переклад з російської: Степан Ковганюк. Київ: Держлітвидав. 1961. 625 с.
  - Тихий Дон: Кн. 3 і 4. Переклад з російської: Степан Ковганюк. Київ: Держлітвидав. 1961. 707 с.

- Михайло Шолохов. Тихий Дон: кн. 1—4; Переклад з російської: Володимир Середин. Київ: Дружба Литератур, 2013. 690 стор. ISBN 978-5-9904050-2-8 (Бібліотека Віктора Чєрнамирдіна)

Вони билися за вітчизну
- (уривки з роману) Михайло Шолохов. Вони бились за вітчизну. Переклад з російської: ? Київ: Укрдержвидав, 1945. 151 с.
- (розділи з романа) Михайло Шолохов. Вони воювали за Батьківщину. Переклад з російської: ? Київ: Молодь, 1960 . 179 с.
- (розділи з романа) Вони воювали за батьківщину. Переклад з російської: Степан Ковганюк . Київ: Дніпро, 1975 . — 203 с. — (Б-ка «Мужність») .